# ロナルド・バルガス
ロナルド・バルガス  (Ronald Alejandro Vargas Aranguren 1986年12月2日 - )は、ベネズエラ・ミランダ州グアティレ出身の元ベネズエラ代表サッカー選手。現役時代のポジションはMF。

## 来歴
2002年にプリメーラ・ディビシオンの強豪カラカスFCのユースチームに入団。2006-07シーズンのUAマラカイボ戦でプロデビュー。コパ・リベルタドーレスにも出場するなど経験を積んだ後、2008年5月14日にベルギーのクラブ・ブルージュと契約。主力として活躍し、3シーズンで合計22得点を記録するなど活躍したが、2010-11シーズン終盤に重傷を負い、コパ・アメリカ2011にベネズエラ代表に招集されることは出来なかった。
2011年夏、同じベルギーの強豪RSCアンデルレヒトに移籍するも、負傷に悩まされ、3シーズンで25試合の出場に止まった。
2014年7月、トルコのバルケスィルスポルに移籍。
2015年8月25日、ギリシャのAEKアテネFCに移籍。2015-16シーズンは32試合の出場で11得点を記録した。
2017年9月、オーストラリアのニューカッスル・ユナイテッド・ジェッツFCに1年契約で移籍。

## ベネズエラ代表
2008年2月にベネズエラ代表に初招集。2009年9月のペルー代表戦で代表戦初ゴール。コパ・アメリカ2015グループリーグのコロンビア代表戦でもゴールを決めた。しかし、2016年のコパ・アメリカ・センテナリオには、左足内転筋の負傷のために招集外となった。